# Helmut Schön
Helmut Schön (15. září 1915 Drážďany – 23. února 1996 Wiesbaden) byl německý fotbalista a trenér, dlouholetý trenér národního týmu Německa.
Ve třicátých letech hrál za Dresdensia Dresden a Dresdner SC. V letech 1937 až 1941 šestnáctkrát reprezentoval národní tým (vstřelil 17 branek).
Po druhé světové válce začal trénovat. V letech 1952–1956 byl trenérem reprezentace Sárska (celkem v 15 zápasech z 19 v její historii). V roce 1956 se stal asistentem německého reprezentačního trenéra Seppa Herbergera. V této funkci působil osm let, poté byl jmenován trenérem německého týmu. Reprezentaci vedl od roku 1964 do roku 1978 (celkem ve 139 mezistátních zápasech). Čtyřikrát se německý tým pod jeho vedením zúčastnil mistrovství světa. V roce 1966 jeho svěřenci vybojovali stříbrnou medaili, v roce 1970 bronzovou a v roce 1974 se německá reprezentace stala mistry světa. Pod jeho vedením rovněž vybojoval německý tým v roce 1972 titul mistrů Evropy a v roce 1976 stříbrné medaile. Právě tým vybudovaný v roce 1972 (se Seppem Maierem, Franzem Beckenbauerem, Paulem Breitnerem, Günterem Netzerem a Gerdem Müllerem) je považován za nejsilnější v historii německého fotbalu. Poté, co na světovém šampionátu v roce 1978 skončil německý tým ve čtvrtfinále, Schön na funkci reprezentačního trenéra rezignoval.